# 米田功
米田 功（よねだ いさお、1977年8月20日 - ）は、元体操競技選手。株式会社CARTWHEEL（米田功体操クラブ）代表取締役、徳洲会体操クラブ監督、日本体操協会常務理事。大阪府堺市出身。

## 人物
小学1年生で大阪市の体操クラブに入り、2年後に市内の名門「マック体操クラブ」に移る。その後、強豪の清風中学校・高等学校に進学し、中学2年生の時に全国大会で初優勝、高校時代はインターハイで個人総合2位になる。順天堂大学に進み、1997年の全日本学生選手権個人総合2位、1998年のNHK杯で個人総合優勝。1999年には全日本学生選手権個人総合優勝、全日本選手権の鉄棒で優勝を果たす。
しかし、2000年のNHK杯ではアクシデントに見舞われ7位となり、シドニーオリンピック代表を逃す。
2003年は、大会1週間前に左脹脛痛を発症して満足な練習ができず、跳馬と平行棒で致命的なミスをして世界選手権は補欠となる。その悔しさから一念発起し同年11月の全日本選手権で初優勝。翌年のNHK杯でも優勝し、日本のエースになった。
2004年、アテネオリンピックでは男子体操の主将を務め、団体で優勝。種目別でも鉄棒で3位に輝いた。同年10月20日に彩の国功労賞を受賞。
2008年、北京オリンピックの代表選考会となるNHK杯で個人総合8位となり代表を逃した。その後、体力と精神力の限界を理由に同年5月6日に引退を表明し、指導者を目指す意向を明らかにした。
引退後は、2012年に自身の体操クラブである米田功体操クラブを設立、2013年1月からは徳洲会体操クラブの監督となる。

## 経歴
- 1977年8月20日、ドイツ・ハンブルクに生まれる。
- 1984年、なんば体操クラブで体操を始める。その後、マック体操クラブへ移籍。
- 1993年4月、清風高校に入学。
- 1996年4月、順天堂大学に入学。
- 1998年、NHK杯個人総合で優勝。
- 1999年、全日本学生選手権個人総合で優勝。
- 1999年、全日本選手権の種目別鉄棒で優勝。
- 2000年、徳洲会に入会。
- 2003年8月、世界選手権は補欠。
- 2003年11月、全日本選手権個人総合、種目別ゆかで優勝。
- 2004年5月、NHK杯で2度目の優勝。
- 2004年8月16日、アテネオリンピックの男子体操団体で優勝。
- 2004年8月23日、アテネオリンピックの男子体操種目別鉄棒で3位。
- 2004年11月14日、全日本選手権種目別鉄棒で優勝。
- 2008年5月6日、現役引退を表明。
- 2009年、メンタルトレーナーとして活動。
- 2012年、米田功体操クラブを設立。
- 2013年、徳洲会体操クラブの監督に就任。
- 2016年4月、マサチューセッツ州立大学大学院に入学。

## 書籍
- 見えない壁を壊す! 敗者を勝者に変える米田式メンタルメソッド （2011年、光文社）
- 体育のにがてを克服！小学生の運動上達のコツ５０ とび箱・鉄棒・マット・なわとび・かけっこ （2019年、メイツ出版）

## その他
- マック体操クラブに入った当初から、コーチらから「天才」「絶対強くなる」と期待されていた。
- 練習嫌いで、3種目だけ練習して帰ることもあったが、03年の世界選手権で後輩の鹿島丈博選手、冨田洋之選手の活躍をみてからは、きちっと練習するようになった。
- モンスターボックス21段という記録も持っている。
- 身長172cmは体操選手としては比較的長身だが、中学校に入学した頃は130cmしかなかったという。
- 2008年7月20日、一般の女性と結婚した[5]。
- 2009年4月からアイディア式メンタルトレーニング「トップメンタルトレーニング（米田メソッド）」を開始。
- ファンからは、ペ・ヨンジュンの「ヨン様」になぞらえた「ヨネ様」という愛称で呼ばれている[6]。